# 蒙巴丘火山
蒙巴丘火山（Volcán Mombacho）是中美洲尼加拉瓜格拉納達省的火山，距格拉纳达約10公里。高1,344米（4,409英尺），屬熔岩堆積而成的層狀火山，共有4個火山口，最後一次噴發發生於1570年。蒙巴丘火山生物多樣性豐富，擁有云雾森林及侏儒森林，已逐漸成為受歡迎的旅遊勝地，並可眺望尼加拉瓜湖和格拉納達市的景色。